# Geleitzug HX 115
Der Geleitzug HX 115 war ein alliierter Geleitzug der HX-Geleitzugserie zur Versorgung Großbritanniens im Zweiten Weltkrieg. Er fuhr am 17. März 1941 im kanadischen Halifax ab und traf am 3. April in Liverpool ein. Die Alliierten verloren durch deutsche U-Boote drei Frachtschiffe mit 12.945 BRT.

## Zusammensetzung und Sicherung

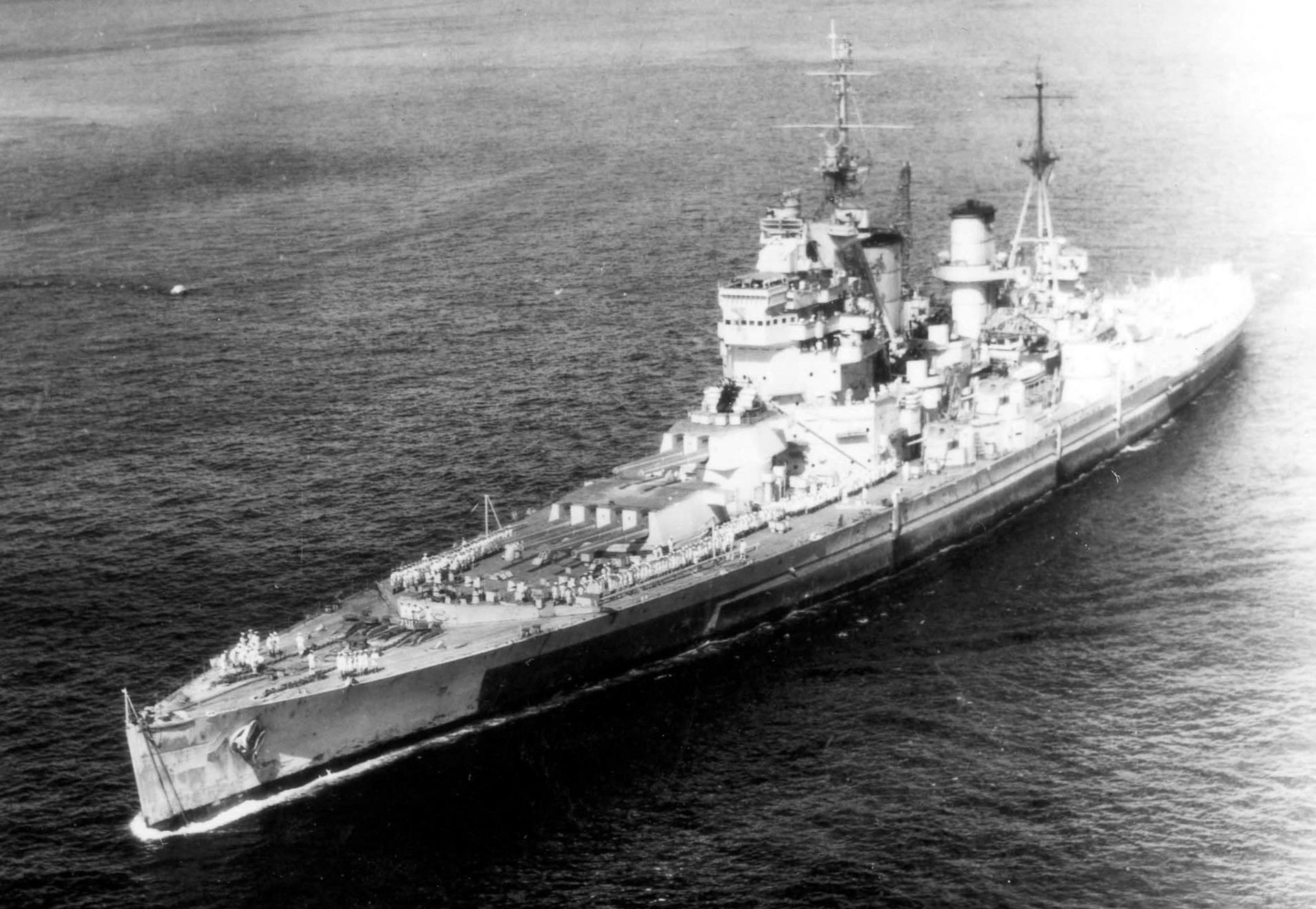
Das Schlachtschiff King Georg V und …

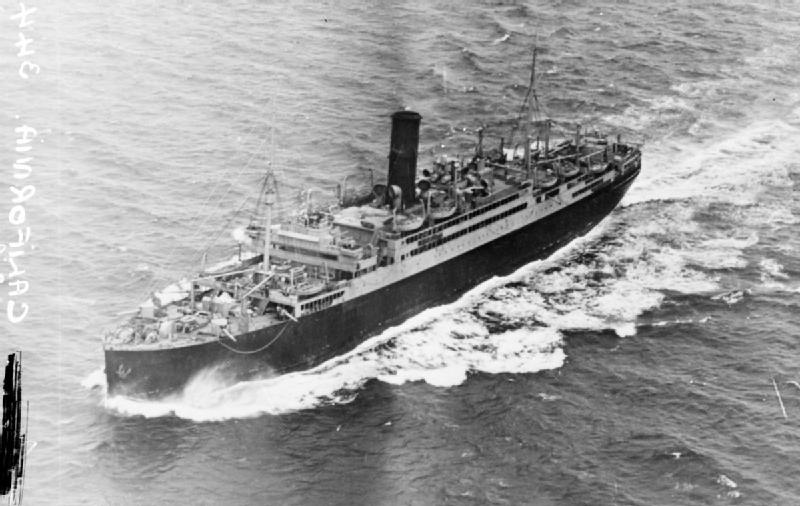
… der Hilfskreuzer California bildeten den Geleitschutz.

Der Geleitzug HX 115 setzte sich aus 33 Frachtschiffen zusammen. Am 17. März 1941 verließen sie Halifax (Lage) in Richtung Liverpool (Lage). Kommodore des Konvois war Rear Admiral E O Cochrane, der sich auf der Norwegian eingeschifft hatte.
Beim Auslaufen sicherten die kanadische Korvetten Orillia und St. Croix, sowie der britische Hilfskreuzer California den Konvoi. Einen Tag später zogen sich die beiden kanadischen Korvetten zurück. Am 20. März stießen das britische U-Boot Thunderbolt und das Schlachtschiff King Georg V zum Geleit und führten bis zum 28. März Sicherungsaufgaben durch. Der Schutz des Geleitzuges durch ein Schlachtschiff war notwendig geworden, da sich zur gleichen Zeit die deutschen Schlachtschiffe Gneisenau und Scharnhorst, im Rahmen des Unternehmens Berlin, im Nordatlantik befanden. Ab 29. März trafen die britischen Zerstörer Reading, Sabre und Venomous, die britischen Korvetten Alisma, Dianelle und Kingcup, sowie die Sloop Wellington am Geleit ein und übernahmen die Sicherung in den Western Approaches.
| Name                 | Flagge                 | Vermessung in BRT | Verbleib                                  |
| -------------------- | ---------------------- | ----------------- | ----------------------------------------- |
| Arabian Prince       | Vereinigtes Königreich | 1.960             |                                           |
| Athelduchess         | Vereinigtes Königreich | 8.940             |                                           |
| Athelprince          | Vereinigtes Königreich | 8.782             |                                           |
| Boston City          | Vereinigtes Königreich | 2870              |                                           |
| Bridgepool           | Vereinigtes Königreich | 4.845             |                                           |
| British Reliance     | Vereinigtes Königreich | 7.000             | kehrte um                                 |
| British Statesman    | Vereinigtes Königreich | 6.991             |                                           |
| British Valour       | Vereinigtes Königreich | 6.952             |                                           |
| British Viscount     | Vereinigtes Königreich | 6.859             | kehrte um                                 |
| Buesten              | Norwegen               | 5.187             |                                           |
| Cape Verde           | Vereinigtes Königreich | 6.914             | am 3. April durch ein Flugzeug beschädigt |
| City of Johannesburg | Vereinigtes Königreich | 5.669             |                                           |
| Cowrie               | Vereinigtes Königreich | 8.197             |                                           |
| Eulima               | Vereinigtes Königreich | 6.207             |                                           |
| Gand                 | Belgien                | 5.086             |                                           |
| Germanic             | Vereinigtes Königreich | 5.352             | am 29. März von U 48 versenkt (Lage)      |
| Hylton               | Vereinigtes Königreich | 5.197             | am 29. März von U 48 versenkt (Lage)      |
| Iroquois             | Vereinigtes Königreich | 8.937             |                                           |
| Ittersum             | Niederlande            | 5.199             |                                           |
| Limbourg             | Belgien                | 2.396             | am 29. März von U 48 versenkt (Lage)      |
| Malaya II            | Vereinigtes Königreich | 8.651             |                                           |
| Masunda              | Vereinigtes Königreich | 5.250             |                                           |
| Moveria              | Vereinigtes Königreich | 4.867             |                                           |
| Norman Prince        | Vereinigtes Königreich | 1.913             |                                           |
| Norwegian            | Vereinigtes Königreich | 6.366             |                                           |
| Oakworth             | Vereinigtes Königreich | 4.968             |                                           |
| Peleus               | Griechenland           | 4.695             |                                           |
| Prins Willem III     | Niederlande            | 1.524             |                                           |
| Ringstad             | Norwegen               | 4.765             |                                           |
| San Cirilo           | Vereinigtes Königreich | 8.012             |                                           |
| Trefusis             | Vereinigtes Königreich | 5.299             |                                           |
| Treverbyn            | Vereinigtes Königreich | 5.281             |                                           |
| Willesden            | Vereinigtes Königreich | 4.563             |                                           |

## Verlauf
Am 25. März 1941 befanden sich die deutschen U-Boote U 46, U 48, U 69, U 74, U 97 und U 98 im Nordatlantik südlich von Island und versuchten ostwärts laufende Konvois zu erfassen und anzugreifen. Dabei wurden sie von Langstrecken-Seeaufklärungs-Flugzeugen  des Typs Focke-Wulf Fw 200 der I. Gruppe des Kampfgeschwaders 40  unterstützt. Die Flugzeuge fanden jedoch nur einzeln fahrende Schiffe. Erst am 29. März fand U 48 den ostwärts laufenden Geleitzug. Da der Geleitschutz aus sieben Kriegsschiffen bestand  sollten keine weiteren U-Boote eingreifen. U 48 griff im Laufe des frühen Morgens den Geleitzug an und schoss einen Torpedo auf die Germanic. Der britische Frachter hatte Weizen geladen und sank unter Verlust von 5 Seeleuten der 40-köpfigen Besatzung. Anschließend sank der belgische Frachter Limbourg nach einem Torpedotreffer mit seiner Phosphat-Ladung und nahm 22 von 24 Besatzungsmitglieder mit in die Tiefe. Zuletzt traf es den britischen Frachter Hylton, der Bauholz und Weizen transportierte. Gegen 6 Uhr morgens durch einen Torpedo getroffen,  konnte sich die gesamte 36-köpfige Crew mittels einem Rettungsboot retten. Das schwer beschädigte Schiffswrack wurde durch die Venomous mit ihrer Artillerie versenkt. Weitere U-Boot Angriffe erfolgten nicht. Später bei Einfahrt in die Irische See wurde der britische Frachter Cape Verde noch durch ein deutsches Flugzeug beschädigt, erreichte aber sein Ziel. Am 3. April 1941 erreichte der Geleitzug Liverpool. Insgesamt wurden drei Schiffe mit 12.945 BRT versenkt.